# Yell Township (comté de Boone, Iowa)
Yell Township est un township, du comté de Boone en Iowa, aux États-Unis,.
Le township est fondé en 1852 et est nommé en l'honneur du colonel Archibald Yell, tué lors de la bataille de Buena Vista.

## Source de la traduction
- (en) Cet article est partiellement ou en totalité issu de l’article de Wikipédia en anglais intitulé « Yell Township, Boone County, Iowa » (voir la liste des auteurs).